# 사드 압둘아미르
사드 압둘아미르 루아이비 알지르자위(아랍어: سعد عبدالامير لعيبي الزيرجاوي, 1992년 1월 19일 ~ )는 이라크의 축구 선수이다. 포지션은 미드필더로 현재 이라크의 알쇼르타 소속이다.

## 수상
- 이라크 프리미어리그 우승: 2011-12
- AFC컵 준우승: 2012, 2014
- 서아시아 축구 선수권 대회 준우승: 2012
- AFC 아시안컵 4위: 2015